# جان سوفي
جان ماتيلدا سوفي (26 إبريل\نيسان 1922 - 26 يناير\كانون الثاني 1993)، كانت صحافية وسياسية كندية، وسيدة دولة عُيّنت حاكم عام كندا.
ولدت سوفي في ساسكاتشوان وتعلّمت في أوتاوا وباريس، قبل أن تعمل كصحافية لدى هيئة الإذاعة الكندية. انتخبت بعد ذلك في مجلس العموم الكندي عام 1972، ثم شغلت منصب «وزير التاج» حتى عام 1980، حيث أصبحت رئيس مجس العموم الكندي. عام 1984، عيّنت الحاكم العام لكندا من قبل إليزابيث الثانية بناء على توصية من رئيس وزراء كندا بيير ترودو، خلفاً لإدوارد ريتشارد شريير، واستمرت في هذا المنصب خلفها راي هناتيشين عام 1990. كانت جان أول امرأة تشغل منصب حاكم عام كندا، كان تعيينها ممثلاً للملكة في كندا موضع ترحيب عام في البداية، إلا أنها تسببت ببعض الجدل بسبب زياردة الأمن حول مكتبها، فضلاً عن الموقف المناهض للملكية تجاه منصبها.
في 27 تشرين الثاني (نوفمبر) 1972، أدّت سوفي اليمين في مجلس الملكة الخاص بكندا، ما منحها صفحة التبجيل؛ بعد ذلك أسست «مؤسسة سوفي» وعملت فيها حتى وفاتها بسبب لمفوما هودجكين في 26 يناير (كانون الثاني) 1993.

## مسيرتها البرلمانية
جذب الحزب الليبرالي سوفي إلى السياسة، وطلب منها الترشح في مونتريال عن دائرة أهنتسيك خلال الانتخابات الفيدرالية لعام 1972. على الرغم من أنها وجدت حملتها الانتخابية شاقة، قالت: «لقد شعرت بعدم الارتياح لأول مرة في حياتي عندما قمت بحملتي... يجب أن أقول إنني كنت أشعر بالضيق حيال ذلك»، فازت سوفي، لتصبح واحدة من خمس نائبات. أدت بعد ذلك اليمين الدستورية في مجلس الملكة الخاص وعُينت وزيرة دولة للعلوم والتكنولوجيا في مجلس الوزراء برئاسة بيير ترودو، وبذلك أصبحت أول امرأة من كيبيك تشغل منصب وزيرة التاج والمرأة الوحيدة في تلك الوزارة. ترشحت سوفي مرة أخرى للانتخابات بعد ذلك بعامين، وفازت مجددًا بأهنتسيك، وحصلت على حقيبة البيئة حتى عام 1975، عندما عُينت وزيرة الاتصال.
في انتخابات 1979 فارت سوفي عن دائرة لافال دي رابيد، لكن الليبراليين خسروا الأغلبية في مجلس العموم لصالح حزب المحافظين التقدميين، وهكذا فقدت منصبها الوزاري. ظلت نائبة عن دائرتها بعد الانتخابات الفيدرالية لعام 1980، والتي شهدت عودة الليبراليين إلى موقع الأغلبية وعاد ترودو إلى منصب رئيس الوزراء، وأشار ترودو إلى اختياره سوفي لمنصب رئيس مجلس العموم. لأنها أرادت بشدة أن تناضل من أجل قوى «الرفض» في الأسابيع التي سبقت استفتاء كيبيك عام 1980 بشأن الانفصال عن كندا، فقد رفضت سوفي في البداية عرض الترشح لمنصب غير حزبي. لكنها رضخت في النهاية بعد أن أقنعها ترودو بأنها الشخص المناسب للوظيفة وحصلت على إذن من قادة جميع الأحزاب في مجلس العموم للانخراط في الحملة الفيدرالية في كيبيك. أصبحت أول امرأة ترأس مجلس العموم.
في أيامها الأولى كرئيسة، غالبًا ما ارتكبت سوفي أخطاء في أسماء النواب أو الدوائر التي يمثلونها -دعت ذات مرة رئيس الوزراء «زعيمًا للمعارضة» -وأخفقت أحيانًا في الأحكام الإجرائية، فخاطبها النواب بفظاظة متزايدة. علاوة على ذلك، خرج جميع نواب الحزب الديمقراطي الجديد البالغ عددهم 32 نائبًا احتجاجًا على ما اعتبروه تحيزًا من جانب سوفي، فقد شعروا أنها سمحت للنواب الليبراليين بطرح أسئلة أكثر من أي حزب آخر. في مقابلة مع سي بي سي، اعترفت سوفي أن أعضاء الحزب الوطني الديمقراطي ربما كانوا على حق في أن الليبراليين ربما سُمح لهم بمزيد من الأسئلة على مدار يومين أو ثلاثة أيام، ولكن، عمومًا، حصل كل حزب على عدد متساوٍ من الفرص. وساد تكهن بأن النواب قد أخذوا يتباهون أمام كاميرات التلفاز التي رُكبت مؤخرًا في الغرفة.
ومع ذلك، نجحت سوفي في تنفيذ الإصلاحات التي أضفت طابعًا احترافيًا على مهام الرئيس المتمثلة في إدارة النفقات والعاملين في مجلس العموم، وتقليص البيروقراطية الزائدة، والموظفين، وإضاعة الوقت الإضافي، والتكاليف التي اكتشفتها عند تنصيبها. وبمجرد إجراء التغييرات، خفضت سوفي عدد موظفي الدعم التابعين لمجلس العموم بمقدار 300 فرد ووفرت 18 مليون دولار من المصروفات السنوية، فحسنت بذلك الخدمات الإجمالية للبعض. أشاد النواب ووسائل الإعلام على حد سواء بسوفي وشجاعتها في تحدي المؤسسة. على الرغم من ذلك، صرح نواب آخرون بأنها قد بالغت كثيرًا ورفضت المضايقات الناتجة، كاضطرارهم إلى تنظيف أطباقهم في مقهى المجلس. وفي الوقت نفسه، أسست سوفي أيضًا أول رعاية نهارية لموظفي قاعة البرلمان، وأعضاء البرلمان، وأعضاء مجلس الشيوخ.
ترأست المناقشات حول الدستور، وتناولت المماطلات والعديد من نقاط النظام، فضلًا عن المناقشات حول قانون أمن الطاقة المقترح، وشنت المعارضة الموالية ضده حملة مضادة لإقناع الناخبين بالقانون استمرت لأسبوعين بلغت ذروتها عندما رفض سوط المحافظين الظهور في مجلس العموم للإشارة إلى أن المعارضة مستعدة للتصويت. على الرغم من ضغوط الحكومة عليها للتدخل لكسر الجمود، أكدت سوفي أن الأمر متروك للأطراف لحله بأنفسهم من خلال المفاوضات.

## الحاكم العام لكندا
سوفي أول امرأة شغلت منصب الحاكم العام في تاريخ كندا، وهي المرأة الثانية فقط بين جميع عوالم الكومنولث -سواء في السابق أو في العصر الحديث- التي تولت المنصب المناظر، بعد إلميرا مينيتا غوردون، التي عُينت في عام 1981 حاكمة عامة لبليز.

### كحاكم عام مكلف
في ديسمبر 1983 أعلن مكتب رئيس وزراء كندا أن ترودو قد قدم اسم سوفي إلى الملكة إليزابيث الثانية كتوصية له بشأن من يجب أن يخلف إدوارد شراير كممثل للملكة. رحبت وسائل الإعلام الوطنية ترحيبًا إيجابيًا عمومًا، إذ نُظر إلى أناقة سوفي، وطبيعتها الراقية، وكونها ثنائية اللغة على أنها ميزة لمثل هذا المنصب، على الرغم من التكهنات المتعلقة بقدرتها على البقاء غير حزبية، كما هو متوقع من نائب الملكة. لكن بحلول 15 يناير من العام التالي، استقالت سوفي من منصب النائب، ومن ثم من منصب الرئيس، وبعد يومين دخلت المستشفى، وانتشرت شائعات عن إصابتها بالسرطان، لكن الرواية الرسمية قالت إنها أصيبت بفيروس في الجهاز التنفسي، وزاد من تعقيده وجود حساسية للمضادات الحيوية.
ومع ذلك عينت الملكة إليزابيث الثانية سوفي ممثلة عنها بناء على توصية ترودو، بموجب تفويض عليه التوقيع الملكي وختم كندا العظيم، في 28 يناير 1984. ومع ذلك بقيت الأخيرة في المستشفى، وتفاقم مرضها، مما دفع زملاءها للاعتقاد بأنها ستموت، وصاغت الصحافة الكندية وسي بي سي نعيًا أوليًا. تعافت سوفي بالفعل، وأخرِجت في 3 مارس، على الرغم من أن المرض أخر حفل تنصيبها، والذي كان من المقرر عقده في ذلك الشهر. ظلت سوفي متكتمة بشأن الطبيعة الدقيقة للمرض، ولم تعر الشائعات التي تفيد بأنها أصيبت بسرطان لمفوما هودجكين أدنى اهتمام، قائلة في المقابلات أنها كانت مسألة خاصة، وأنها كانت في حالة جيدة بما يكفي لتحمل مسؤولياتها.

### في المنصب
أدت سوفي في الرابع عشر من مايو 1984 اليمين الدستورية كحاكم عام في احتفال أقيم في قاعة مجلس الشيوخ، حيث قال ترودو: «من الصواب والصحيح أن يكون لجلالتها أخيرًا امرأة تمثلها هنا»، على الرغم من التأكيد على أن الملكة لم تعين سوفي لمجرد كونها امرأة. على الفور تقريبًا، أوضحت سوفي أنها ستستغل وقتها كنائبة للملكة للترويج للقضايا المتعلقة بالشباب والسلام العالمي، بالإضافة إلى قضية الوحدة الوطنية.
اطلعت الحاكمة العامة على وثائق مجلس الوزراء واجتمعت كل أسبوعين برؤساء وزرائها المتعاقبين. لم تكن تتحدث بصراحة عن علاقتها بهؤلاء الأفراد، ولكن خلافًا حدث بينها وبين بريان مولروني، الذي عينته رئيسًا لوزرائها في عام 1984. كان سببه بحسب التكهنات سوفي لم توافق على الطريقة التي رفع بها مولروني مكانة مكتبه بمزيد من الزخارف الرئاسية والهالة، وهو ما تجلى في إصراره على أنه يحيي وحده الرئيس الأمريكي رونالد ريغان عند وصوله إلى مدينة كيبيك لحضور القمة التي أطلِق عليها اسم «قمة شامروك». واعتبرت وسائل الإعلام هذا الأمر بمثابة ازدراء لسوفي التي كانت لتستقبل، بوصفها الممثلة المباشرة لرئيس الدولة، رئيس دولة آخر في كندا.
ولكنها استقبلت أفراد العائلة المالكة، بما في ذلك الملكة وزوجها الأمير فيليب، دوق إدنبرة، الملكة إليزابيث الملكة الأم، ودوق ودوقة يورك. التقى الأمير إدوارد مع سوفي في قاعة ريدو في 4 يونيو 1988، لتقديم براءة تمليك مَلكية للحاكم العام تسمح لنائب الملك الفيدرالي بممارسة سلطات الملكة فيما يتعلق بمنح أسلحة شعارات النبالة في كندا، مما أدى في نهاية المطاف إلى إنشاء هيئة شعارات النبالة الكندية، والتي كانت سوفي أول رئيسة لها. ومن بين الزوار الأجانب الذين استقبلهم سوفي، الملك كارل السادس عشر غوستاف ملك السويد، وملكة هولندا بياتريكس، والعاهل الأردني الملك حسين، والبابا يوحنا بولس الثاني، والأمين العام للأمم المتحدة خافيير بيريز دي كوييار، والرئيس الفرنسي فرانسوا ميتران، والرئيس الصيني لي شيان نيان، والرئيس الروماني نيكولاي تشاوتشيسكو، والأم تريزا، وأخيرًا الرئيس ريغان. وجرى تبادل عدد من هذه الزيارات الرسمية عندما سافرت سوفي لتمثيل الملكة في إيطاليا، والفاتيكان، وجمهورية الصين الشعبية، وتايلاند، وفرنسا، وأوروغواي، والبرازيل.

## وصلات خارجية
- جان سوفي على موقع مونزينجر (الألمانية)
- جان سوفي على موقع أوليمبيديا (الإنجليزية)

- Web site of the Governor General of Canada entry for Jeanne Sauvé
- Jeanne Sauvé Foundation

- جان سوفي – السيرة في البرلمان الكندي

| مناصب حكومية                                                                                            | مناصب حكومية                                                    | مناصب حكومية            |
| --- | --------------------------------------------------------------- | ----------------------- |
| سبقه إدوارد شريير                                                                                       | حاكم عام كندا مايو 14، 1984 – يناير 29، 1990                    | تبعه راي هناتيشين       |
| المناصب السياسية قالب:Canadian federal ministry navigational box header قالب:Ministry box cabinet posts |                                                                 |                         |
| سبقه جيمس جيروم                                                                                         | رئيس مجلس العموم الكندي إبريل 14، 1980 – يناير 15، 1984         | تبعه كيرل للويد فرانسيس |
| سبقه جان-ليو روتشون                                                                                     | عضو البرلمان عن منطقة أهونتسيك أكتوبر 30، 1972 – مايو 22، 1979  | Constituency abolished  |
| منصب مُستحدث                                                                                             | عضو البرلمان عن منطقة لافال سنتر مايو 22، 1979 – يناير 15، 1984 | تبعه ريموند غارنو       |